# Sovětská ženská volejbalová reprezentace
Sovětská volejbalová reprezentace žen reprezentuje SSSR na mezinárodních volejbalových akcích, jako je mistrovství světa nebo mistrovství Evropy.

## Mistrovství světa
| Rok/pořádající země   | Účast                            |
| --------------------- | -------------------------------- |
| MS 1952 Sovětský svaz | Zlatá medaile                    |
| MS 1956 Francie       | Zlatá medaile                    |
| MS 1960 Brazílie      | Zlatá medaile                    |
| MS 1962 Sovětský svaz | Stříbrná medaile                 |
| MS 1967 Japonsko      | Bez účasti                       |
| MS 1970 Bulharsko     | Zlatá medaile                    |
| MS 1974 Mexiko        | Stříbrná medaile                 |
| MS 1978 Sovětský svaz | Bronzová medaile                 |
| MS 1982 Peru          | 6. místo                         |
| MS 1986 ČSSR          | 6. místo                         |
| MS 1990 Čína          | Zlatá medaile                    |
| Celkem                | Účast – 11× · – 5× · – 2× · – 1× |

## Mistrovství Evropy
| Rok/pořádající země | Účast                             |
| ------------------- | --------------------------------- |
| ME 1949 ČSR         | Zlatá medaile                     |
| ME 1950 Bulharsko   | Zlatá medaile                     |
| ME 1951 Francie     | Zlatá medaile                     |
| ME 1955 Rumunsko    | Stříbrná medaile                  |
| ME 1958 ČSR         | Zlatá medaile                     |
| ME 1963 Rumunsko    | Zlatá medaile                     |
| ME 1967 Turecko     | Zlatá medaile                     |
| ME 1971 Itálie      | Zlatá medaile                     |
| ME 1975 Jugoslávie  | Zlatá medaile                     |
| ME 1977 Finsko      | Zlatá medaile                     |
| ME 1979 Francie     | Zlatá medaile                     |
| ME 1981 Bulharsko   | Stříbrná medaile                  |
| ME 1983 NDR Německo | Stříbrná medaile                  |
| ME 1985 Nizozemsko  | Zlatá medaile                     |
| ME 1987 Bulharsko   | Stříbrná medaile                  |
| ME 1989 Německo     | Zlatá medaile                     |
| ME 1991 Itálie      | Zlatá medaile                     |
| Celkem              | Účast – 17× · – 13× · – 4× · – 0× |

## Olympijské hry
| Rok/pořádající země  | Účast                           |
| -------------------- | ------------------------------- |
| LOH 1964 Tokio       | Stříbrná medaile                |
| LOH 1968 Mexico City | Zlatá medaile                   |
| LOH 1972 Mnichov     | Zlatá medaile                   |
| LOH 1976 Montreal    | Stříbrná medaile                |
| LOH 1980 Moskva      | Zlatá medaile                   |
| LOH 1984 Los Angeles | Bez účasti                      |
| LOH 1988 Soul        | Zlatá medaile                   |
| Celkem               | Účast – 6× · – 4× · – 2× · – 0× |